# Bartosz Huzarski
Bartosz Huzarski (ur. 27 października 1980 w Świdnicy) – polski kolarz szosowy specjalizujący się w jeździe po górach.

## Najważniejsze osiągnięcia
Opracowano na podstawie:

2003
- 1. miejsce na 7. etapie Wyścigu Pokoju
  - 1. miejsce w klasyfikacji młodzieżowej
- 1. miejsce w klasyfikacji sprinterskiej Bohemia Tour
- 4. miejsce w Dookoła Mazowsza
  - 1. miejsce w klasyfikacji górskiej
- 2. miejsce w Małopolskim Wyścigu Górskim

2005
- 1. miejsce na 6. etapie Bałtyk-Karkonosze Tour
- 2. miejsce w mistrzostwach Polski (jazda ind. na czas)
- 2. miejsce w Małopolskim Wyścigu Górskim
- 1. miejsce w klasyfikacji górskiej Tour de Pologne

2006
- 1. miejsce w klasyfikacji górskiej Tour de Pologne 2006

2007
- 3. miejsce w Szlakiem Grodów Piastowskich

2008
- 1. miejsce w Szlakiem Grodów Piastowskich
  - 1. miejsce na 1. etapie
- 1. miejsce na prologu Bałtyk-Karkonosze Tour

2009
- 2. miejsce w mistrzostwach Polski (jazda ind. na czas)

2010
- 1. miejsce na 6. etapie Settimana Internazionale Coppi e Bartali
- 1. miejsce na 2. etapie Settimana Ciclistica Lombarda
- 2. miejsce w Szlakiem Grodów Piastowskich
- 5. miejsce w Brixia Tour

2011
- 6. miejsce w Presidential Cycling Tour of Turkey
- 7. miejsce w Tour de Pologne

2012
- 2. miejsce w Settimana Internazionale Coppi e Bartali
- 2. miejsce na 10. etapie Giro d’Italia
- 2. miejsce w Wyścigu Solidarności i Olimpijczyków
  - 1. miejsce na 5. etapie
- 5. miejsce Tour of Britain

2013
- 5. miejsce w Szlakiem Grodów Piastowskich
- 1. miejsce w klasyfikacji najaktywniejszych Tour de Pologne

2015
- 3. miejsce w mistrzostwach Polski (jazda ind. na czas)

## Starty w Wielkich Tourach
| Grand Tour | 2009 | 2010 | 2011 | 2012 | 2013 | 2014 | 2015 | 2016 |
| ---------- | ---- | ---- | ---- | ---- | ---- | ---- | ---- | ---- |
| Giro       | 102. | -    | -    | 70.  | -    | -    | -    | -    |
| Tour       | -    | -    | -    | -    | -    | 68.  | 108. | 39.  |
| Vuelta     | -    | -    | -    | -    | 35.  | -    | -    | DNF  |

## Rankingi
| Rok              | 2009 | 2010 | 2011 | 2012 | 2013 | 2014  | 2015 | 2016  |
| ---------------- | ---- | ---- | ---- | ---- | ---- | ----- | ---- | ----- |
| World Ranking    |      |      |      |      |      |       |      | 1423. |
| UCI Europe Tour  | 440. | 83.  | 278. | 46.  | 390. | 1032. | 711. | 1680. |
| UCI America Tour | -    | -    | -    | -    | -    | 148.  | -    | -     |
|                  |      |      |      |      |      |       |      |       |
| Źródło: UCI      |      |      |      |      |      |       |      |       |

## Odznaczenie
Postanowieniem prezydenta Bronisława Komorowskiego z 16 października 2014 został odznaczony Brązowym Krzyżem Zasługi za zasługi dla polskiego kolarstwa, za znaczące osiągnięcia sportowe.